# Aeroportul Comandante FAP Germán Arias Graziani
Aeroportul Comandante FAP Germán Arias Graziani (IATA: ATA, ICAO: SPHZ) este un aeroport din Ancash, Peru ce deservește zona Huaraz⁠(d). Aeroportul a fost tranzitat în 2022 de 346 de pasageri.
Situat la o altitudine de 2.773 m, aeroportul dispune de o singură pistă. Este operat de Aeropuertos del Perú⁠(d).